# Mathys Tel
Pour les articles homonymes, voir Tel.
Mathys Tel, né le 27 avril 2005 à Sarcelles, dans le Val-d'Oise, est un footballeur français qui évolue au poste d'ailier gauche ou d'avant-centre au Tottenham Hotspur.

## Biographie

### Jeunesse et formation
Né à Sarcelles, dans le Val-d'Oise, Mathys Tel passe par le centre de préformation du Paris FC, avant d'intégrer l'INF Clairefontaine, où il reste deux saisons, tout en évoluant également en club entre Aubervilliers et Montrouge, avant de partir en Bretagne.

### Carrière en club

#### Stade rennais
Le 15 août 2021, Mathys Tel fait ses débuts avec l'équipe première lors d'un match de Ligue 1 contre le Stade brestois 29 terminé sur un score de parité 1-1. À seulement 16 ans et 110 jours, il devient le plus jeune joueur à avoir joué pour Rennes, battant le précédent record détenu par Eduardo Camavinga,,.
Le 18 août 2021, il signe son premier contrat professionnel avec les Rouge et Noir pour une durée de trois ans,,.

#### Bayern Munich
Le 26 juillet 2022, après seulement une seule saison dans le groupe professionnel du Stade rennais FC, Mathys Tel quitte la Bretagne pour le Bayern Munich en Bundesliga. Il paraphe un contrat de cinq ans, soit jusqu'en juin 2027. L'indemnité de son transfert est estimée à 28,5 millions d'euros, bonus compris,,.
Le 31 août 2022, lors du match de Coupe d'Allemagne contre le FC Viktoria Cologne 1904, il devient à 17 ans et 126 jours le plus jeune buteur de l'histoire du Bayern Munich,,. Le 10 septembre 2022, à seulement 17 ans et 136 jours, il est titulaire lors d'un match contre le VfB Stuttgart et devient ainsi le plus jeune joueur du Bayern titularisé en Bundesliga,. Lors de ce match il marque le but du un à zéro, son premier but en Bundesliga, et devient ainsi le plus jeune buteur de l'histoire du Bayern en championnat,.

#### Prêt au Tottenham Hotspur
Le 3 février 2025, lors du mercato hivernal, Mathys Tel est prêté avec option d'achat au Tottenham Hotspur jusqu'à la fin de la saison,. Le montant de l'option d'achat est de 55 millions d'euros assorti à un contrat de six ans en cas de transfert permanent,.
Le 6 février 2025, il dispute son premier match sous les couleurs des Spurs contre le Liverpool FC en remplaçant Richarlison à la 45e minute lors des demi-finales retour de la Coupe de la Ligue anglaise au stade d'Anfield (défaite, 4-0),,.
Il remporte le 21 mai 2025 la Ligue Europa après une victoire 1-0 contre Manchester United, il n’est cependant pas entré en jeu au cours de la finale.

### Carrière en sélection nationale
Depuis septembre 2021, Mathys Tel est international français en équipe de jeune, faisant notamment partie des moins de 18 ans où il se révèle être un buteur prolifique.
Le 30 avril 2022, il est sélectionné avec l'équipe de France des moins de 17 ans pour l'Euro 2022 organisé en Israël. Il s'impose comme un titulaire lors de cette compétition continentale, en étant capitaine de la sélection à trois reprises. Il se met en évidence en marquant trois buts en phase de poule : un but contre la Pologne, puis un doublé contre la Bulgarie. La France se qualifie pour la finale après une séance de tirs au but face au Portugal après un score de deux buts partout à la fin du temps réglementaire,. Le 1er juin 2022, avec la victoire de deux buts à un contre les Pays-Bas, il remporte avec l'équipe de France des moins de 17 ans l'Euro 2022.
Sa sélection en équipe de France des moins de 20 ans est envisagée pour la Coupe du monde 2023 mais le Bayern Munich refuse de le laisser partir.
Le 3 juin 2024, Thierry Henry le sélectionne dans une pré-liste de 25 joueurs afin de disputer les Jeux olympiques 2024 à Paris mais il n'est de nouveau pas libéré par le Bayern Munich.
En juin 2025, il est sélectionné pour participer à l'Euro espoirs.

## Vie privée
En 2024, il est en couple avec Indira Ampiot, Miss France 2023,,.

## Style de jeu
Formé au poste de défenseur central avant d'arriver au Stade rennais FC, Mathys Tel se révèle être un joueur doté d'une grande polyvalence, avec des qualités techniques, une intensité dans le jeu et une rapidité qui lui permettent d'occuper quasiment tous les postes sur le terrain. Lors de ses premiers matches, entre Rennes et les équipes nationales de jeunes, il évolue aux postes d'ailier, d'avant-centre ou de milieu offensif.

## Statistiques
| Saison                | Club                     | Championnat           | Championnat | Championnat | Championnat | Coupe nationale | Coupe nationale | Coupe nationale | Coupe de la Ligue | Coupe de la Ligue | Coupe de la Ligue | Supercoupe | Supercoupe | Supercoupe | Compétition(s) continentale(s) | Compétition(s) continentale(s) | Compétition(s) continentale(s) | Compétition(s) continentale(s) | Supercoupe de l'UEFA | Supercoupe de l'UEFA | Supercoupe de l'UEFA | Total | Total | Total |
| Saison                | Club                     | Division              | M.          | B.          | P.d.        | M.              | B.              | P.d.            | M.                | B.                | P.d.              | M.         | B.         | P.d.       | Comp.                          | M.                             | B.                             | P.d.                           | M.                   | B.                   | P.d.                 | M.    | B.    | P.d.  |
| 2021-2022             | Stade rennais FC         | Ligue 1               | 7           | 0           | 0           | 1               | 0               | 0               | -                 | -                 | -                 | -          | -          | -          | C4                             | 2                              | 0                              | 0                              | -                    | -                    | -                    | 10    | 0     | 0     |
| 2022-2023             | Bayern Munich            | Bundesliga            | 22          | 5           | 0           | 1               | 1               | 0               | -                 | -                 | -                 | -          | -          | -          | C1                             | 5                              | 0                              | 0                              | -                    | -                    | -                    | 28    | 6     | 0     |
| 2023-2024             | Bayern Munich            | Bundesliga            | 30          | 7           | 5           | 2               | 1               | 1               | -                 | -                 | -                 | 1          | 0          | 0          | C1                             | 8                              | 2                              | 1                              | -                    | -                    | -                    | 41    | 10    | 7     |
| 2024-2025             | Bayern Munich            | Bundesliga            | 8           | 0           | 1           | 3               | 0               | 0               | -                 | -                 | -                 | -          | -          | -          | C1                             | 3                              | 0                              | 0                              | -                    | -                    | -                    | 14    | 0     | 1     |
| Sous-total            | Sous-total               | Sous-total            | 60          | 12          | 6           | 6               | 2               | 1               | -                 | -                 | -                 | 1          | 0          | 0          | -                              | 16                             | 2                              | 1                              | -                    | -                    | -                    | 83    | 16    | 8     |
| 2024-2025             | Tottenham Hotspur (prêt) | Premier League        | 13          | 2           | 1           | 1               | 1               | 0               | 1                 | 0                 | 0                 | -          | -          | -          | C3                             | 5                              | 0                              | 0                              | -                    | -                    | -                    | 20    | 3     | 1     |
| 2025-2026             | Tottenham Hotspur        | Premier League        | 1           | 0           | 0           | -               | -               | -               | -                 | -                 | -                 | -          | -          | -          | C1                             | -                              | -                              | -                              | 1                    | 0                    | 0                    | 2     | 0     | 0     |
| Sous-total            | Sous-total               | Sous-total            | 14          | 2           | 1           | 1               | 1               | 0               | 1                 | 0                 | 0                 | -          | -          | -          | -                              | 5                              | 0                              | 0                              | 1                    | 0                    | 0                    | 22    | 3     | 1     |
| Total sur la carrière | Total sur la carrière    | Total sur la carrière | 81          | 14          | 7           | 8               | 3               | 1               | 1                 | 0                 | 0                 | 1          | 0          | 0          | -                              | 23                             | 2                              | 1                              | 1                    | 0                    | 0                    | 115   | 19    | 9     |

## Palmarès

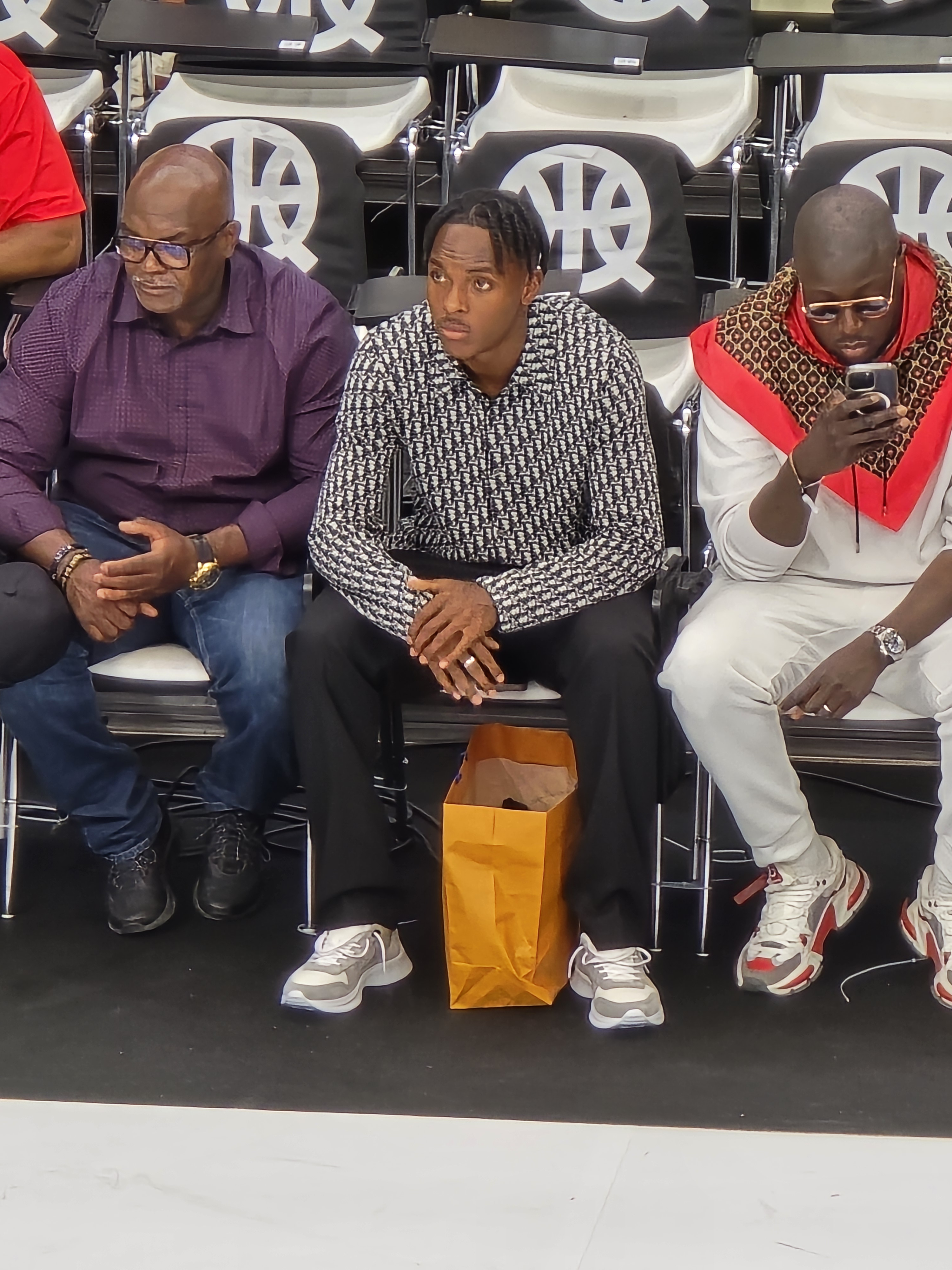
Mathys Tel lors du Quai 54 2024.

### En club
Formé au Stade rennais, il quitte rapidement le club en direction du Bayern Munich avec qui il est sacré champion d'Allemagne à deux reprises en 2023 et 2025. Il est également finaliste de la Supercoupe d'Allemagne en 2023.
Parti à Tottenham Hotspur, il n'entre pas en jeu en finale de Ligue Europa remportée un à zéro contre Manchester United mais entre en jeu lors de la défaite en Supercoupe de l'UEFA quelques semaines plus tard.

### En sélection nationale
Avec l'équipe de France des moins de 17 ans, il remporte le Championnat d'Europe en 2022.
| Bayern Munich (2)                                                                                       | Tottenham Hotspur (1)                                                       | France -17 ans (1)                         |
| --- | --------------------------------------------------------------------------- | ------------------------------------------ |
| - Bundesliga - Champion : 2023, 2025 - Vice-champion : 2024 - Supercoupe d'Allemagne - Finaliste : 2023 | - Ligue Europa - Vainqueur : 2025 - Supercoupe de l'UEFA - Finaliste : 2025 | - Championnat d'Europe - Vainqueur : 2022. |

### Distinction individuelles
Il est élu meilleur buteur du Tournoi Maurice Revello avec l'équipe de France espoir en 2023,.